# Literatura feminina
Literatura feminina é aquela que se refere ao estudo geral  de escritoras do sexo feminino, ou a literatura voltada para o público feminino em geral.  
A expressão "literatura feminina" também pode ser usada para designar a literatura dirigida às mulheres, independentemente do sexo do escritor, como por exemplo o Chick Lit.

## Em Portugal
A literatura feminina portuguesa foi, durante séculos, escrita, na realidade, por homens, como são exemplos as Cantigas de Amigo ou as Cartas amorosas de Mariana Alcoforado. Existiam, ainda, poemas compostos entre as paredes dos conventos, os de Soror Violante do Céu e Madalena da Glória, numa atmosfera cultural onde as escritoras como a humanista Luísa Sigea ou a romântica Marquesa de Alorna representavam uma excepção e muitas vezes eram marginalizadas e menosprezadas.

A partir do positivismo, as mulheres assumiram um papel intelectual que torna cada vez mais absurda uma distinção entre a literatura masculina e feminina.
Apesar de existirem, no campo da narrativa de ficção, diversas obras de autoria feminina (sobretudo nos séculos XVII e XIX), foi só no século XX, e especialmente a partir dos anos 50, que a narrativa ficcional feminina emergiu como significativa.
Na segunda metade do século XX, dá-se uma irrupção de mulheres escritoras, com um conjunto de obras importantes, não apenas pela sua quantidade como sobretudo pela sua qualidade. Destaca-se a publicação de A Sibila de Agustina Bessa-Luís.

## Escrita feminista em Portugal
Verifica-se, em Portugal, a escassa existência de uma escrita feminista, no sentido de uma escrita intencionalmente preocupada com as questões das mulheres e suas rupturas em relação à sociedade onde vivem.

Na segunda metade do século XX, deparamos apenas com uma obra de destaque que se pode considerar feminista: as Novas Cartas Portuguesas.
Existem alguns textos literários com uma preocupação feminista, ou escritos de um ponto de vista feminino e envolvidos numa pesquisa dos valores das mulheres. São, exemplos, Mestre de Ana Hatherly (1961), alguns textos de Natália Correia, Maria Velho da Costa, Maria Isabel Barreno, Natália Nunes e Maria Teresa Horta .